# 実話怪談倶楽部
『実話怪談倶楽部』（じつわかいだんくらぶ）は、2017年6月24日よりフジテレビワンツーネクストのフジテレビONEで放送されているホラー番組。初回放送後は、フジテレビNEXTでも再放送されている。

## 概要
兵動大樹が主宰する怪（会）員制のサロンで怪員（怪談師）3名が2話ずつ怪談を披露する。それを聞いた入怪希望のゲストアイドルの不安度（平均心拍数）・驚愕度（最高心拍数）・錯乱度（自律神経バランス）から恐怖度を算出して一番高かった怪談「Most Valuable Kwaidan（MVK）」を決定、MVKを披露した怪談師からもう1話聞くことができる。
兵動大樹の「ほわ〜っとお耳直し」や、全国怪談行脚で各地の心霊スポットとその場所にまつわる怪談の紹介、別番組「ラーメンWalkerTV2」とのコラボレーションでラーメン紹介のコーナーもある。
新型コロナウイルス感染防止対策により、2020年5月22日24時から放送の「The LIVE!」では、主宰の兵動大樹が大阪市内のホテルから、リモートによるモニター越しでの出演となったほか、怪談師も1人ずつ登場の形を採った。怪談師に関しての体制は以後も継続されている。
2020年7月24日24時から放送の「The LIVE!」では、この日で主宰の兵動が満50歳を迎えたことから、番組最後には、それを祝う演出が行われた他、怪談師3名から兵動に誕生日プレゼントが送られた。

## 出演者
- 兵動大樹 - 主宰[注 4]

### ゲスト出演者
| #                                                            | ゲストアイドル                       | 怪員（怪談師） | MVK （白文字）       |
| ------------------------------------------------------------ | ------------------------------------ | --- | -------------------- |
| 1                                                            | 朝日奈央                             | 中山市朗、ぁみ（ありがとう）、松原タニシ | 中山市朗             |
| 2                                                            | 森咲樹（アップアップガールズ（仮）） | 好井まさお（井下好井）、響洋平、島田秀平 | 島田秀平             |
| 3                                                            | 林愛夏（ベイビーレイズJAPAN）        | 山口敏太郎、大島てる、ぁみ | 大島てる             |
| 4                                                            | 山田菜々（元NMB48）                  | BBゴロー、福田遼平（おとんどぅ）、田中俊行 | BBゴロー             |
| 5                                                            | 溝手るか（SUPER☆GiRLS）              | 田所仁（ライス）、原昌和（the band apart）、木原浩勝                                                                                               | 田所仁               |
| 6                                                            | 村田寛奈（9nine）                    | 住倉カオス、北極ジロ、三木大雲 | 三木大雲             |
| 7                                                            | 大川藍                               | 星野しづく、伊山亮吉（風来坊）、吉田悠軌 | 吉田悠軌             |
| 8                                                            | 森田涼花                             | 大津広次（きつね）、黒史郎、笑福亭大智 | 黒史郎               |
| 9                                                            | 新井ひとみ（東京女子流）             | 黒木あるじ、シークエンスはやとも、西浦和也 | シークエンスはやとも |
| 10                                                           | 森田涼花                             | ぁみ、伊山亮吉、住倉カオス、北極ジロ、りゅうあ | なし                 |
| 11                                                           | 鎮西寿々歌                           | 松原タニシ、響洋平、渡辺裕薫（シンデレラエキスプレス）                                                                                             | 渡辺裕薫             |
| 12                                                           | 永尾まりや                           | 国沢一誠、福田遼平、山田ゴロ | 国沢一誠             |
| 13                                                           | 浜浦彩乃（こぶしファクトリー）       | BBゴロー、今仁英輔、吉田悠軌 | 今仁英輔             |
| 14                                                           | 一ノ瀬みか（神宿）                   | シークエンスはやとも、早瀬康広（都市ボーイズ）、竹内義和                                                                                           | シークエンスはやとも |
| 15                                                           | レナ（元バニラビーンズ）             | 菊池貴智（ラテンソウ）、原昌和、田中俊行 | 菊池貴智             |
| 16                                                           | 寺口夏花（sora tob sakana）          | 山口綾子、下駄華緒、三木大雲 | 三木大雲             |
| 17                                                           | RaMu                                 | 匠平、やまげら、松原タニシ | 匠平                 |
| 18                                                           | 小倉優香                             | 真べぇ（ダブルアート）、ロコ沢井、住倉カオス | 真べぇ               |
| 19                                                           | 鎮西寿々歌                           | 三木大雲、笑福亭大智、田中俊行、Apsu Shusei | なし                 |
| 20                                                           | 橋本梨菜                             | 大赤見展彦、志月かなで、ぁみ | 志月かなで           |
| 21                                                           | 高田秋                               | たかのり（ツートライブ）、伊藤えん魔、北極ジロ | 伊藤えん魔           |
| 22                                                           | 都丸紗也華                           | 西浦和也、匠平、ヤースー（ウリズン桜） | 匠平                 |
| 23                                                           | 大貫彩香                             | 大津広次、響洋平、竹内義和 | 響洋平               |
| 24                                                           | 関根優那                             | おおぐろてん、渡辺裕薫、黒木あるじ | 渡辺裕薫             |
| 25                                                           | 黒木ひかり                           | 吉田悠軌、城谷歩、Apsu Shusei | 城谷歩               |
| 26                                                           | 藤本万梨乃（フジテレビアナウンサー） | 伊山亮吉、千山那々、村上ロック | 村上ロック           |
| 27                                                           | 神部美咲                             | 住倉カオス、川奈まり子、洋介犬 | 川奈まり子           |
| 28                                                           | 川村虹花                             | 深津さくら、笑福亭純瓶、ぁみ | ぁみ                 |
| 29 LIVE!                                                     | 平野もえ                             | ぁみ、竹内義和、三木大雲 | 三木大雲             |
| 30 LIVE!                                                     | 森田涼花                             | 大津広次、伊山亮吉、おおぐろてん | 伊山亮吉             |
| 31                                                           | 高見奈央                             | 今仁英輔、黒史郎、由乃夢朗 | 黒史郎               |
| 32 LIVE!                                                     | 今川宇宙                             | 吉田悠軌、島田秀平、BEN | 吉田悠軌             |
| 33 Secret                                                    | 横山ルリカ                           | シークエンスはやとも、北極ジロ、大赤見展彦 | シークエンスはやとも |
| 34 LIVE!                                                     | 浪花ほのか                           | 城谷歩、ヤースー、壱夜 | ヤースー             |
| 35 Secret                                                    | 安倍乙                               | 西浦和也、BBゴロー、スズサク | スズサク             |
| 36 LIVE!                                                     | 佐久間みなみ                         | 夜馬裕、志月かなで、響洋平 | 響洋平               |
| 37 Secret                                                    | 海老原優香（フジテレビアナウンサー） | 中山功太、深津さくら、おおぐろてん | 中山功太             |
| 38 Secret                                                    | 横山ルリカ                           | 田中俊行、BEN、小森躅也 | 小森躅也             |
| 39 LIVE!                                                     | 雪平莉左                             | ぁみ、黒史郎、藤田第六感 | ぁみ                 |
| 40 LIVE!                                                     | 小室瑛莉子（フジテレビアナウンサー） | 松原タニシ、深津さくら、じゅん院長 |                      |
| 41 Secret                                                    | 長野じゅりあ                         | 松原タニシ、響洋平、川口英之 | 松原タニシ           |
| 42 Secret                                                    | 小山内鈴奈（フジテレビアナウンサー） | りっきぃ、おおぐろてん、渡辺裕薫 | おおぐろてん         |
| 43 LIVE!                                                     | 松嶋えいみ                           | BBゴロー、Apsu Shusei、クダマツヒロシ | BBゴロー             |
| 44 Secret                                                    | 益田アンナ                           | 北極ジロ、ヌ・ヒカル、黒戌 | ヌ・ヒカル           |
| 45 全国怪談行脚完全制覇記念!沖縄心霊スポットで実話怪談ツアー | なし                                 | 兵動大樹、ぁみ（ありがとう）、匠平、ヤースー、上里洋志、小島みゆ                                                                                   | なし                 |
| 46 精霊の住まう地『沖縄』で実話怪談トーク                    | なし                                 | 兵動大樹、ぁみ（ありがとう）、匠平、ヤースー、上里洋志、小島みゆ                                                                                   | なし                 |
| 47 LIVE!                                                     | 森田涼花                             | 三木大雲、村上ロック、伊山亮吉 | 三木大雲             |
| 48 Secret                                                    | 高梨瑞樹                             | 田中俊行、はやせやすひろ、うえまつそう |                      |
| 49 LIVE!                                                     | 岸本理沙（フジテレビアナウンサー）   | 住倉カオス、いわおカイキスキー、吉田猛々 | 住倉カオス           |
| 50 Secret                                                    | RENA                                 | 響洋平、黒木あるじ、富田安洋 | 響洋平               |
| 51 LIVE!                                                     | 橘ゆりか                             | 大赤見ノヴ、匠平、山本洋介 | 匠平                 |
| 52 Secret                                                    | 山内あいな                           | ぁみ（ありがとう）、松原タニシ、宜月裕斗 | ぁみ                 |
| 53 LIVE!                                                     | 倉持明日香                           | 竹内義和、夜馬裕、伊山亮吉 | 夜馬裕               |
| 54 Secret                                                    | 藤井マリー                           | 城谷歩、星野しづく、毛利嵩志 | 毛利嵩志             |
| 55 福岡特別編                                                | 橘ゆりか                             | 響洋平、ぁみ（ありがとう）、オオタケ | オオタケ             |
| 56 LIVE!                                                     | 高崎かなみ                           | 吉田猛々、木根緋郷、中山市朗 | 吉田猛々             |
| 57 Secret                                                    | 藤井マリー                           | 岸本誠、スズサク、深津さくら | 深津さくら           |
| 58 LIVE!                                                     | 羊宮妃那                             | チビル松村、村上ロック、クダマツヒロシ |                      |
| 59 Secret                                                    | 倉田瑠夏                             | ヤースー、シークエンスはやとも、濱幸成 | 濱幸成               |
| 60 LIVE!                                                     | 原田葵（フジテレビアナウンサー）     | おおぐろてん、Dr.マキダシ、吉田悠軌 | 吉田悠軌             |
| 61 Secret                                                    | 相楽伊織                             | 桜井館長、川奈まり子、好井まさお |                      |
| 62 LIVE!                                                     | 紺野彩夏                             | 響洋平、田辺青蛙、煙鳥 | 田辺青蛙             |
| 63 Secret                                                    | 澄田綾乃                             | 中山功太、松原タニシ、匠平 |                      |
| 64                                                           | 無し                                 | 中山市朗、ぁみ（ありがとう）、住倉カオス、深津さくら、シークエンスはやとも、匠平、村上ロック、西浦和也、はやせやすひろ、響洋平、吉田悠軌、三木大雲 |                      |
| 65 LIVE!                                                     | 橘ゆりか                             | 伊山亮吉、悠遠かなた、ぁみ（ありがとう） |                      |
| 66 Secret                                                    | 相良伊織                             | 宮代あきら、西田どらやき、桜井館長 |                      |
| 67 LIVE!                                                     | RaMu                                 | 響洋平、南条、西浦和也 |                      |
| 68 Secret                                                    |                                      | |                      |
| 69 Secret                                                    | 国本梨紗                             | 富田安洋、八重光樹、チビル松村 |                      |
| 70 LIVE!                                                     | 倉田瑠夏                             | 匠平、はおまりこ、タケ | 匠平                 |

## 特別番組

### 実話怪談倶楽部 The LIVE!
- 「ONEナイトカーニバル」内の実話怪談倶楽部に出演したゲストアイドルは、主宰の兵動と共に、次番組[注 33]の「オールナイトe」に引き続き出演する。

#### 春のONEナイトカーニバル
特別番組「春のONEナイトカーニバル！」内にて、2部構成で生放送を行う。放送話数にはカウントされない。
- 放送日：2020年3月20日
- 放送時間：24:00 - 25:30（1部）[注 9]
  - ゲストアイドル：小島みゆ、怪員（怪談師）：松原タニシ、村上ロック、響洋平、MVK：松原タニシ
  - 全国怪談行脚（兵庫県）案内人：田中俊行 [注 34]
- 放送時間：25:30 - 27:00（2部）[注 9]
  - ゲストアイドル：葉月つばさ、怪員（怪談師）：住倉カオス、山口綾子、匠平、MVK：山口綾子

#### 真夏のONEナイトカーニバル
特別番組「真夏のONEナイトカーニバル」内にて、2部構成で生放送を行う。放送話数にはカウントされない。
- 放送日：2020年8月29日
- ゲストアイドル：森田涼花、橘ゆりか
- 放送時間：24:00 - 25:30（1部）[注 9]
  - 怪員（怪談師）：つまみ枝豆、川奈まり子、住倉カオス、MVK：つまみ枝豆
- 放送時間：25:30 - 27:00（2部）[注 9]
  - 怪員（怪談師）：Apsu Shusei、由乃夢朗、ぱんち[5][注 35]、MVK：ぱんち

#### 連夜のONEナイトカーニバル
特別番組「連夜のONEナイトカーニバル」内にて生放送を行う。放送話数にはカウントされない。
- 放送日：2020年12月19日
- ゲスト：ケンドーコバヤシ、出口亜梨沙
- 放送時間：22:00 - 23:30[注 9]
  - 怪員（怪談師）：北極ジロ、伊藤えん魔、ヌ・ヒカル、MVK：伊藤えん魔

#### 春の特別版
特別番組枠内ではなく単独番組で生放送を行ったが、放送話数にはカウントされていない。
- 放送日：2021年3月5日
- ゲストアイドル：倉田瑠夏
- 放送時間：24:00 - 25:30[注 9]
  - 怪員（怪談師）：住倉カオス、村上ロック、大トニー、MVK：大トニー

#### 春のONEナイトカーニバル2021
特別番組「春のONEナイトカーニバル2021」内にて生放送を行う。放送話数にはカウントされない。
- 放送日：2021年3月20日
- ゲストアイドル：RaMu
- 放送時間：24:00 - 25:30[注 9]
  - 怪員（怪談師）：城谷歩、ぱんち、スズサク、MVK：城谷歩

#### 真夏のONEナイトカーニバル2021
特別番組「真夏のONEナイトカーニバル2021」内にて生放送を行う。放送話数にはカウントされない。
- 放送日：2021年8月21日
- ゲストアイドル：RaMu、小島みゆ
- 放送時間：21:30 - 23:00[注 9]
  - 怪員（怪談師）： 大赤見ノヴ、匠平、ごまだんご、MVK：匠平

### 実話怪談倶楽部 The Secret
特別番組枠内ではなく単独番組で放送を行ったが、放送話数にはカウントされていない。

#### 春の特別版
- 放送日：2021年4月30日
- ゲストアイドル：相沢菜々子
- 放送時間：21:30 - 23:00[注 9]
  - 怪員（怪談師）：西浦和也、山口綾子、伊山亮吉、MVK：西浦和也

#### SP6
- 放送日：2021年6月18日
- ゲストアイドル：くるみ
- 放送時間：24:00 - 25:30[注 9]
  - 怪員（怪談師）：今仁英輔、吉田悠軌、三木大雲、MVK：吉田悠軌

#### SP7
- 放送日：2021年10月22日
- ゲストアイドル：橘ゆりか
- 放送時間：24:00 - 25:30[注 9]
  - 怪員（怪談師）：ヤースー、大島てる、吉田猛々、MVK：ヤースー

### 兵動・野爆の実話怪談王国
「兵動・野爆のキャンピング王国」とのコラボレーション番組。兵動が購入したキャンピングカーで怪談師1人ずつと関西の心霊スポットを巡りながら怪談を聞いた後、夜のキャンプ場に全員集まってバーベキューを行いながらさらに怪談を聞く。
- 放送日：2020年3月27日
- 放送時間：20:00 - 22:00
- ゲスト：鎮西寿々歌、ロッシー（野性爆弾）、たけだバーベキュー[注 37]、怪談師：三木大雲、ぁみ、笑福亭大智、竹内義和

### 兵動・小籔のおしゃべり一本勝負＆実話怪談倶楽部 in 両国国技館
3年ぶりに復活した「兵動・小籔のおしゃべり一本勝負」とのコラボレーション番組。2020年10月24日に収容人数が1万人以上ある両国国技館で観客を300人に限定して行われた公開収録の様子を2部構成で放送する。
- 放送日：2020年11月22日
- 放送時間：21:00 - 22:00（兵動・小籔のおしゃべり一本勝負バージョン）
  - ゲスト：小籔千豊
- 放送時間：22:00 - 23:00（実話怪談倶楽部バージョン）[注 9]
  - ゲスト：小籔千豊、朝日奈央、怪員（怪談師）：島田秀平、匠平、ありがとう（ぁみ）、MVK：島田秀平

### 特別コラボ企画 実話怪談倶楽部×渋谷怪談夜会十周年記念公演
2023年11月27日にZeppDiverCityで、ぁみ（ありがとう）がオーガナイズの｢渋谷怪談夜会｣との合同コラボレーションとして開催された『実話怪談倶楽部×渋谷怪談夜会十周年記念公演』を収録したものが放送された。
- 放送日:12月30日
- 放送時間:23:00 - 24:00
  - 出演者:ぁみ（ありがとう・渋谷怪談夜会主宰）、兵動大樹（公演の進行役）、浅沼晋太郎、代永翼ちゃんもも◎（バンドじゃないもん・MAXX NAKAYOSHI）、加藤慎一（フジファブリック）、赤飯（オメでたい頭でなにより）、松原タニシ、山内あいな（SILENT SIREN）、響洋平、HIROMITSU（OXYMORPHONN/KYONO BAND/AIR SWELL）、ピコ、BBゴロー、細野哲平（ありがとう[注 38]）、MVK：ぁみ

## スタッフ
- 語り - 小野寺一歩
- 構成 - 渡辺佑欣
- 美術 - フジアール
- メイク - 大江一代
- 技術 - ターンアップ
- 照明 - プログレッソ
- 編集 - 大野一樹
- MA - TSP
- 音効 - 伊藤大輔
- 広報 - 加藤麻衣子
- AD - 古川聖人、桐谷大地
- AP - 金田渉
- ディレクター - 佐藤あすか、若林耕作、小野寺弘行、中元太一、有元厚二、須藤隆之、柳下明大
- 演出 - 松本博樹・（布澤達也）
- プロデューサー - 太田智
- チーフプロデューサー - 門澤清太
- 制作協力 - 3RING
- 制作・著作 - フジテレビ